# C/2021 J1 (Maury-Attard)
C/2021 J1 (Maury-Attard) est une comète de type Halley découverte le 9 mai 2021 par Alain Maury et Georges Attard,,,,. La comète avait une magnitude de 19 lors de sa découverte. C'est la première comète découverte avec la technique de suivi synthétique (en anglais : synthetic tracking), en utilisant le logiciel Tycho, dans le cadre du programme d'observation MAP (Maury/Attard/Parrott).

## Découverte
La comète est découverte le 9 mai 2021 par Alain Maury, ancien astronome du CERGA et de l'observatoire Palomar aujourd'hui directeur du centre de ressources astronomique Space à San Pedro de Atacama au Chili, et Georges Attard, astronome amateur mouginois. Tous deux sont membres du Groupement astronomique populaire de la région d'Antibes (Gapra).

## Méthode de détection et programme d'observation
Pour détecter des géocroiseurs, Alain Maury, Georges Attard et Daniel Parrott ont conçu le projet MAP. Ce projet est basé sur une méthode, des télescopes d'observation, un logiciel de traitement et bien sûr des observateurs assidus.
Concernant la méthode et comme l'indique Denis Huber du Gapra : « le suivi synthétique consiste à additionner les images entre elles avec plusieurs hypothèses de décalages dans toutes les directions. Les étoiles présentes sur cette image dessinent des trainées lumineuses. Si au milieu de tout ça il y a un point qui ne bouge pas, c’est soit un astéroïde, soit une comète ou un satellite. ». La technique du suivi synthétique a été mise au point en 2013 par Michael Shao et son équipe du Jet Propulsion Laboratory de Pasadena en Californie,.
Pour faire les observations, deux télescopes (bientôt quatre) sont utilisés sur le site d'observation astronomique Space de San Pedro de Atacama. Ce sont des télescopes Celestron à grand champ de type RASA (Rowe-Ackermann Schmidt Astrograph) ayant 28 centimètres de diamètre pour seulement 62 centimètres de distance focale. Des capteurs CMOS installés au foyer délivrent des images à très grand champ (plus de 3° de côté).
Daniel Parrott, est l’auteur du logiciel Tycho qui permet de repérer d’éventuels astres mobiles au milieu des étoiles,.
Georges Attard a écrit les scripts et programmes qui permettent le traitement automatique des images au fur et à mesure de leur arrivée sur le PC de traitement, et faciliter l'extraction et le suivi des objets découverts.

## Caractéristiques
Les caractéristiques sont détaillées dans la base de données du Centre des planètes mineures (MPC) (Minor Planet Center) de l'Union astronomique internationale et dans la base de données des petits corps (Small-Body Database) du groupe SSD (Solar System Dynamics) du JPL (Caltech/NASA).
La période de révolution est de 145 ans. Sa trajectoire peut être observée dans la base de données des petits corps et dans l'article d'Aline Métais.
L'aphélie est de 50,80 ua,, au-delà de Neptune.